# Vesperae solennes de Confessore KV 339
Die Vesperae solennes de Confessore KV 339 wurden 1780 von Wolfgang Amadeus Mozart komponiert. Sie folgen der katholischen Liturgie für eine Vesper und umfassen sechs Sätze, darunter fünf Psalmen aus dem Alten Testament und das Magnificat aus dem Lukasevangelium. Alle Sätze enden mit der Doxologie Gloria Patri.
Die Bezeichnung de Confessore weist darauf hin, dass die Vesperae am Vorabend des liturgischen Festtags eines heiligen Bekenners (confessor), z. B. eines heiligen Bischofs, gebetet oder gesungen wurden, solennes bedeutet „feierlich“ und weist auf eine Orchesterbesetzung mit Pauken und Trompeten hin. Die liturgischen Texte der Vesper an Bekennerfesten wurden an zahlreichen Tagen gebraucht, da Bekennerfeste im Kirchenjahr häufig waren, und ihre Vespern waren vor der Brevierreform Pius X. nicht nur in den Antiphonen, sondern auch in den Psalmen identisch.
Die Vesperae sind für Solisten (Sopran, Alt, Tenor und Bass), vierstimmigen Chor, 2 Trompeten, Pauken, 3 Posaunen, 2 Violinen und Generalbass (Violoncello, Kontrabass, Fagott und Orgel) komponiert. Besonders bekannt ist die Sopranarie Laudate Dominum, die in Originalbesetzung und in Bearbeitungen vielfach auch einzeln aufgeführt wird.
Die Sätze sind:
1. Dixit (Ps 110 (109) VUL)
2. Confitebor (Ps 111 (110) VUL)
3. Beatus vir (Ps 112 (111) VUL)
4. Laudate pueri (Ps 113 (112) VUL)
5. Laudate Dominum (Ps 117 (116) VUL)
6. Magnificat (Lk 1,46–55 VUL)

Mozart komponierte das Werk während seiner Tätigkeit als Hofkomponist für den Erzbischof von Salzburg, Hieronymus von Colloredo.